# Oussama Mellouli
Oussama Mellouli, أسامة الملولي, född 16 februari 1984, är en tunisisk simmare som tävlar i både i bassäng-simning och öppet vatten-simning. Han vann guld på 10 kilometer öppet vatten vid OS 2012 i London och på 1500 meter frisim vid olympiska sommarspelen 2008.
Vid olympiska sommarspelen 2020 i Tokyo slutade Mellouli på 20:e plats i 10 km öppet vatten-simning.